# 张艳辉

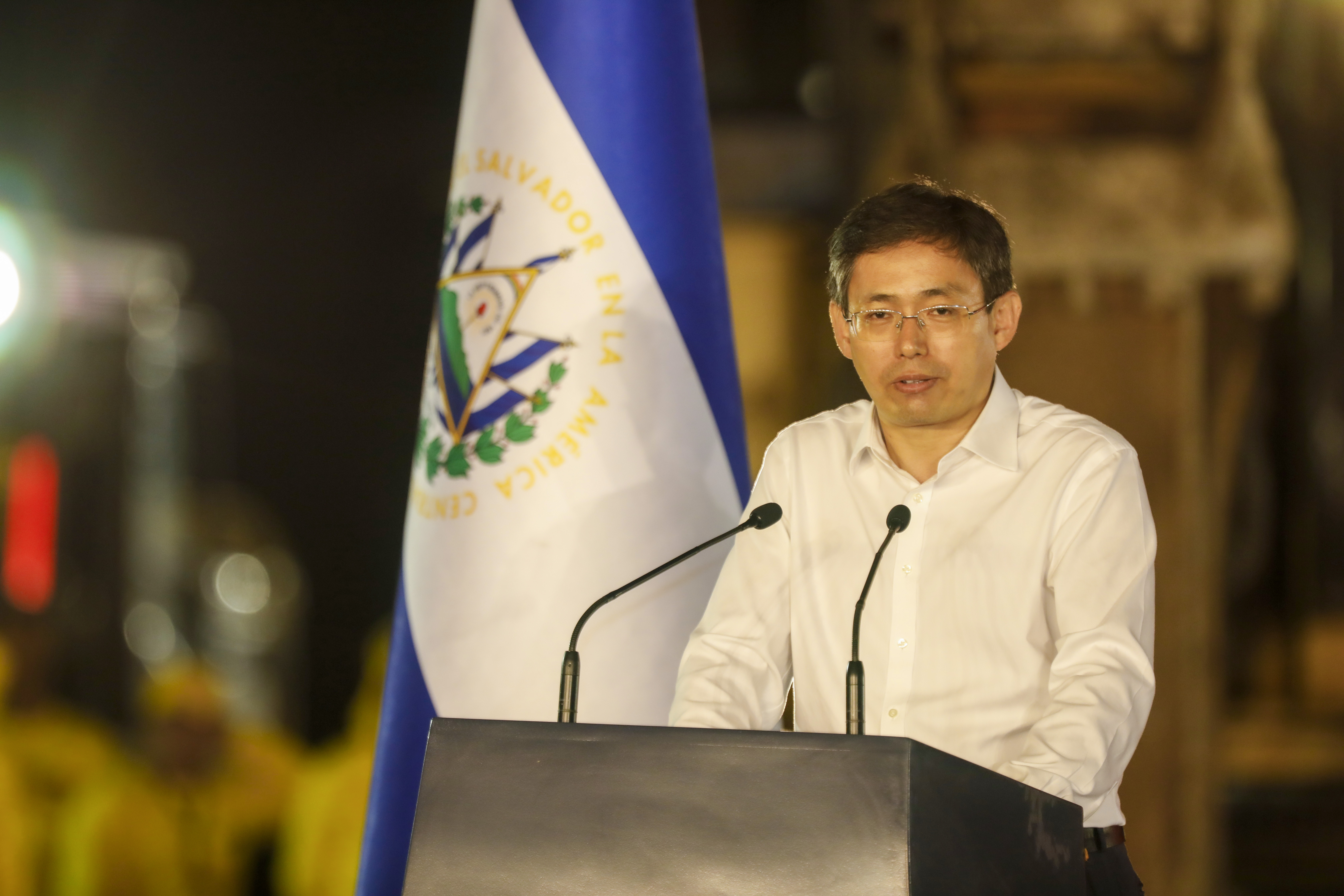

张艳辉（1974年10月—），中华人民共和国外交官，现任中华人民共和国驻萨尔瓦多共和国特命全权大使。

## 生平
张艳辉曾任驻巴西大使馆参赞。2015年，任驻秘鲁大使馆政务参赞、首席馆员。2017年，任外交部拉丁美洲和加勒比司参赞。2020年，任退役军人事务部褒扬纪念司（国际合作司）副司长。2023年1月，出任中华人民共和国驻萨尔瓦多大使。